# Гузенков, Иван Матвеевич
Иван Матвеевич Гузенков (1924—1944) — гвардии красноармеец Рабоче-крестьянской Красной Армии, участник Великой Отечественной войны, Герой Советского Союза (1944).

## Биография
Родился 24 февраля 1924 года в деревне Зелепуговка (ныне — в черте села Салтановка Навлинского района Брянской области) в семье крестьянина. Окончил семилетнюю школу в Салтановке, затем работал киномехаником в клубе имени Сталина совхоза имени Крупской. В июне 1941 года был призван на службу в Рабоче-крестьянскую Красную Армию и направлен на фронт Великой Отечественной войны. Принимал участие в боях на Западном фронте, затем в составе партизанского отряда в Брянской области. Вернувшись в действующую армию, воевал на Брянском, Воронежском и 1-м Украинском фронтах. Участвовал в Курской битве, освобождении Украинской ССР, битве за Днепр на Букринском плацдарме. К ноябрю 1943 года гвардии красноармеец Иван Гузенков был разведчиком 51-й гвардейской танковой бригады 6-го гвардейского танкового корпуса 3-й гвардейской танковой армии 1-го Украинского фронта. Отличился во время Киевской операции.
5 ноября 1943 года в ходе боя за станцию Святошино (ныне — в черте Киева) лично подбил 3 немецких танка и уничтожил около 20 солдат и офицеров противника. В тот же день он разведал переправы по предполагаемому маршруту продвижения своей бригады, что способствовало быстрому продвижению её вперёд и освобождению Фастова.
Указом Президиума Верховного Совета СССР «О присвоении звания Героя Советского Союза генералам, офицерскому, сержантскому и рядовому составу Красной Армии» от 10 января 1944 года за «образцовое выполнение боевых заданий командования на фронте борьбы с немецко-фашистскими захватчиками и проявленные при этом отвагу и геройство» был удостоен высокого звания Героя Советского Союза с вручением ордена Ленина и медали «Золотая Звезда» за номером 2146.
В дальнейшем участвовал в Житомирско-Бердичевской и Проскуровско-Черновицкой операциях. 13 марта 1944 года погиб в бою в районе села Малашевцы Хмельницкого района Хмельницкой области.
Похоронен в братской могиле в Малашевцах.
Был также награждён орденом Красной Звезды.